# 조지언만

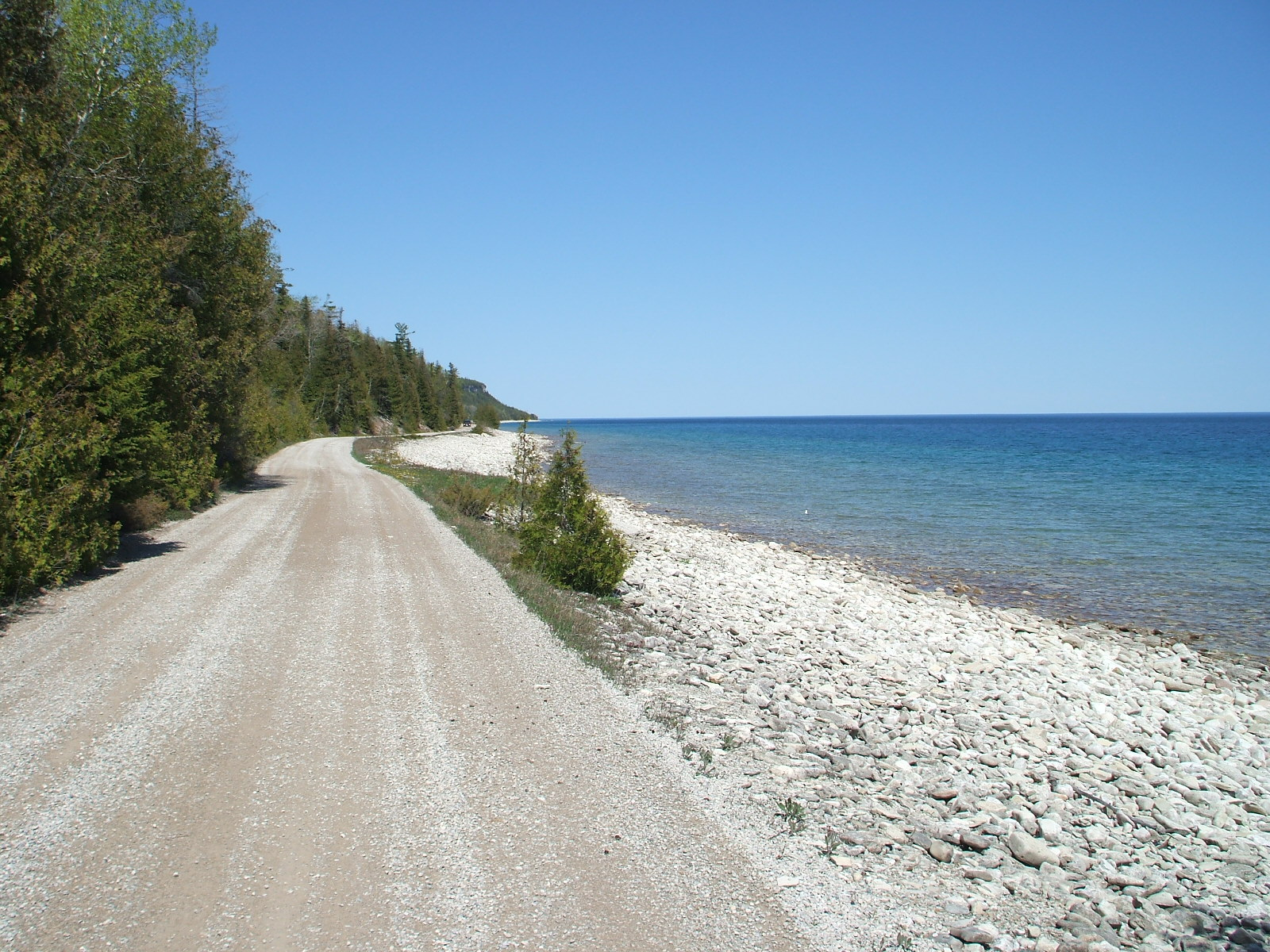
조지언만

조지언만(영어: Georgian Bay, 프랑스어: Baie Georgienne)은 캐나다와 미국에 있는 오대호의 하나인 휴런호 동쪽에 있는 만이다. 만 전체가 캐나다 영내에 있다. 면적은 15,000 km2. 1822년 영국 국왕 조지 4세의 이름을 따서 명명되었다.

## 같이 보기
- 캐나다 순상지